# Raise ’Em Up
«Raise ’Em Up» — песня, написанная Томом Дугласом, Джареном Джонстоном и Джеффри Стилом и записанная австралийским кантри-певцом новозеландского происхождения Китом Урбаном в дуэте с американским кантри-певцом Эриком Чёрчем. Она была выпущена в январе 2015 года в качестве пятого международного сингла, шестого общего и заключительного сингла с альбома Урбана 2013 года Fuse.
Песня получила положительные отзывы и была номинирована на 57-ю ежегодную премию «Грэмми» в категории «Лучшее выступление кантри-дуэта/группы».

## История
По словам Урбана, когда он отправил Чёрчу демо-запись с намерением пригласить его в качестве партнёра по дуэту, Чёрч спросил: «Как ты пишешь такую хорошую песню?», и Урбан ответил, что не он написал эту песню. Что касается его собственной реакции на прослушивание демо-записи, Урбан сказал, что «я был потрясён», и добавил: «В песне так много образов, и она написана так, что вы можете заполнить все пробелы. Мне нравится такой стиль написания песен».

## Композиция
Песня представляет собой среднетемповую кантри-песню, в которой говорится о различных предметах, которые «поднимают» вверх, например, о зажигалках на концерте, «повышении голоса» и воспитании детей.

## Отзывы
Билли Дьюкс из Taste of Country положительно отозвался о сингле, сказав, что «едва ли за три минуты новый сингл Урбана с альбома Fuse переходит от бурных выходных к воспитанию детей, намекая при этом на драгоценность времени. Редко кто говорит так много за такое короткое время, с такой эффективностью и эмоциями».
Песня была номинирована на 57-ю ежегодную премию «Грэмми» в категории «Лучшее выступление кантри-дуэта/группы».

## Коммерческий успех
23 мая 2015 года песня «Raise 'Em Up» поднялась на первое место в чарте Billboard Country Airplay и стала 18-м и 6-м лидером этого чарта для Урбана и Чёрча, соответственно.
По состоянию на июнь 2015 года, песня была продана в США в количестве 250 000 копий. 16 августа 2019 года сингл получил золотой сертификат Американской ассоциации звукозаписывающей индустрии (RIAA) за совокупные продажи и потоковое вещание в количестве более 500 000 единиц в США.

## Позиции в чартах
| Чарт (2015)                         | Наивысшая позиция |
| ----------------------------------- | ----------------- |
| Канада (Billboard Canadian Hot 100) | 47                |
| Канада (Billboard Country)          | 1                 |
| США (Billboard Hot 100)             | 56                |
| США (Billboard Country Airplay)     | 1                 |
| США (Billboard Hot Country Songs)   | 8                 |

| Чарт (2015)                        | Позиция |
| ---------------------------------- | ------- |
| США (Country Airplay, Billboard)   | 44      |
| США (Hot Country Songs, Billboard) | 55      |

## Сертификации
| Регион                                                                      | Сертификация | Продажи |
| --------------------------------------------------------------------------- | ------------ | ------- |
| США (RIAA)                                                                  | Золотой      | 500 000 |
| Данные о продажах + прослушиваниях приведены только на основе сертификации. |              |         |